# مدال افتخار: قهرمانان ۲
مدال افتخار: قهرمانان ۲ (به انگلیسی: Medal of Honor: Heroes 2) یک بازی ویدئویی به سبک تیراندازی اول شخص است که توسط الکترونیک آرتس ساخته و منتشر شده‌است. قهرمانان ۲ دنباله بازی ویدئویی مدال افتخار: قهرمانان و از سری مدال افتخار است که در سال ۲۰۰۷ میلادی در اروپا برای دو کنسول وی و پلی‌استیشن همراه توزیع شد. این بازی همانند نسخه‌های پیشین خود از لحاظ داستان و موقعیت زمانی، مرتبط به جنگ جهانی دوم می‌باشد.

## نقدها
وبگاه‌های معتبر بازی‌های ویدئویی، به این بازی امتیازات زیر را دادند:
- گیم اینفورمر - 6.75.[۱]
- گیم‌رنکینگز - Wii: 77.1%, PSP: 71.7%
- گیم اسپات - Wii: 8/10 PSP ۷/۱۰
- آی‌جی‌ان - ۸.۴
- متاکریتیک - وی: ۷۳٪، پی‌اس‌پی: ۶۹٪
- ان گیمر - 72%
- نینتندو پاور - 8/10
- مجله رسمی نینتاندو - 78%
- ایکس-پلی - 3/5